# Amblyolepis
Amblyolepis là một chi thực vật có hoa trong họ Cúc (Asteraceae).

## Loài
Chi Amblyolepis gồm các loài: